# Churfirsten
Die Churfirsten sind – je nach Zählweise – sechs bis dreizehn Berge im Kanton St. Gallen in der Schweiz, die zusammen eine Bergkette mit mehrfach unterbrochenem First bilden. Sie gehören zu den Appenzeller Alpen und liegen zwischen dem oberen Toggenburg und dem Walensee. In früheren Jahrhunderten lagen sie auf der Grenze zum Herrschaftsgebiet von Chur.

## Beschreibung

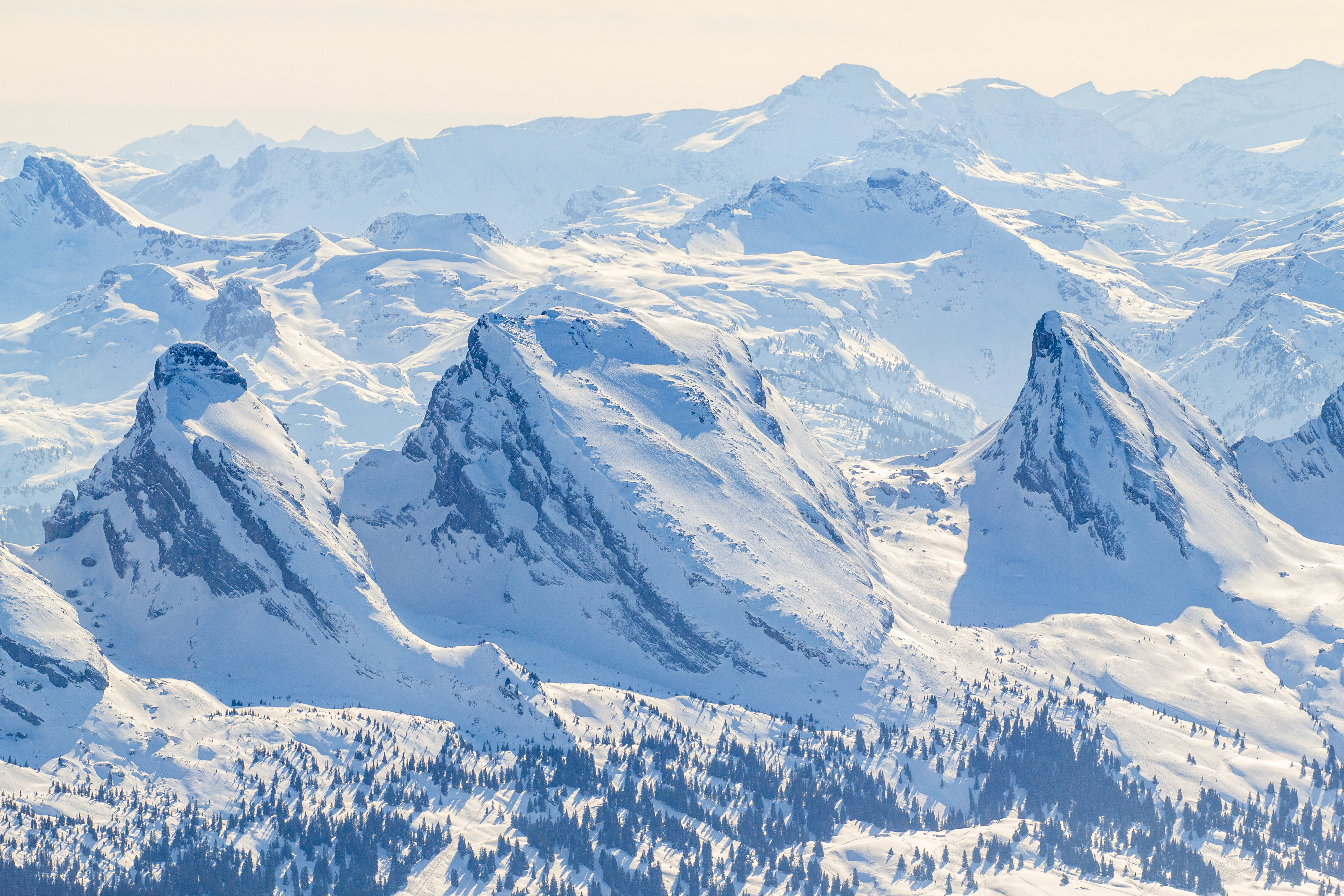
Blick vom Säntis nach SSW mit Frümsel, Brisi & Zuestoll im Vordergrund.

Die Churfirsten sind eine Kette von relativ jungen Kalksteinerhebungen (Mitteljura bis Kreidezeit) des Helvetischen Systems. Im Norden laufen sie in relativ flachen Bergrücken bis zum Toggenburg aus. Südwärts fällt die Kette beinahe senkrecht bis Walenstadtberg und anschliessend zum Walensee bis auf 419 m ü. M. ab. Wesentlich geprägt wurde die felsige Südflanke durch den Rheingletscher in der Würmeiszeit. Die Churfirsten sind das Wahrzeichen des Toggenburgs und markante Punkte des Sarganserlandes.
Die Gesteinsdecke des Gipfelaufbaus der Churfirsten zieht sich wie eine Schlange von Westen (Kopf der Schlange) hinauf über den ganzen Rücken und hat am Sichelchamm ein markant geschwungenes Schwanzende. Dabei liegt der Sichelchamm schon südöstlich des Abschlusses der Churfirsten-Kette an der ‘Nideri’ und führt sich in einer weiteren Bergkette mit erstaunlich gleichbleibenden Gipfelhöhen weiter.
Die Churfirsten sind ein Karstlochgebiet. Das Schneeschuhlaufen, Wandern und Skifahren erfordert abseits von Strassen, Wegen und Pisten ein hohes Mass an Eigenverantwortung, da es in dem Gebiet bis zu 150 Meter tiefe Karstlöcher gibt. Mehrfach kam es in den vergangenen Jahrzehnten im Winter zu tödlichen Unglücken.

## Die Gipfel
Die «sieben Churfirsten», wie sie u. a. in der Tourismuswerbung genannt werden, heissen von Westen nach Osten: Selun (2205 m, mit dem Wildenmannlisloch am Nordhang), Frümsel (2263 m), Brisi (2279 m), Zuestoll (2235 m), Schibenstoll (2234 m), Hinderrugg (2306 m) und Chäserrugg (2262 m).
Die Gipfel weiter westlich sind: Wart (2068 m), Schäären (2171 m), Nägeliberg (2163 m), Leistchamm (2101 m). Auf den amtlichen Karten der Schweiz geht der Schriftzug «Churfirsten» bis etwa zum Schäären, also zum neunten Gipfel. Die niedrigste Zahl von sechs Churfirsten ergibt sich daraus, dass der Chäserrugg eigentlich nicht einmal als Nebengipfel gilt, weil er nicht durch einen mindestens 30 Meter hohen Sattel vom Hinderrugg abgetrennt ist; es sind nur 14 Meter. Auch der östlich vom Chäserrugg gelegene Gamserrugg gehört nicht zu den Churfirsten.

## Name
Die Herkunft des Namens ist seit langem umstritten. Die Namenkunde bevorzugte bis in die jüngere Gegenwart die Erklärung «gegen Chur beziehungsweise Churrätien liegenden Firste (Dachgiebel, Berge, Gipfel)» und sah damit die heute geltende Lautung Churfirschte als die ursprüngliche an. Schon alt ist aber auch die Erklärung, wonach sich der Name auf die sieben Kurfürsten des Heiligen Römisch-Deutschen Reiches beziehe, da die Formation der Bergkette an das seit dem Mittelalter beliebte Darstellungsmotiv des deutschen Wahlkollegiums erinnert; die Bezeugung in der Lautung Churfürsten, Churfürschte wäre damit die ältere. Die zeitweilig auftretenden Varianten Kuhfirsten, Kuhfürsten sind hingegen unbestritten sekundär motiviert und fallen für die Deutung ausser Betracht.
In jüngster Zeit vertrat der Rechtshistoriker Clausdieter Schott in mehreren Publikationen die Herleitung von den Kurfürsten explizit vor dem Hintergrund der Regionalgeschichte (Toggenburg #Geschichte) als auch des verfassungsgeschichtlichen Umfelds (Fürstabtei St. Gallen). Laut ihm geht die Namengebung vom Kloster St. Gallen aus, das damit seiner Stellung als Reichsabtei Ausdruck gab. Die erste Karte von J. J. Bühler von 1784 enthält die Bezeichnung Die VII Churfürsten. Diese Namensform überwog noch im 19. Jahrhundert, und auch der Chäserrugg war damals meist als Kaiserruck verzeichnet (letzteres wohl vor dem Hintergrund der Mundartlautung, in der langes ää (/æː/) sowohl für den mittelhochdeutschen Sekundärumlaut von /aː/ wie auch für mittelhochdeutsch /ei/ stehen kann). Erst die Eschmann-Karte von 1854 entschied sich für Churfirsten.
Eine kleine Felsformation mit dem Namen «Sieben Churfirsten» gibt es beim Sipplinger Dreieck oberhalb von Sipplingen am Überlinger See.

## Bilder

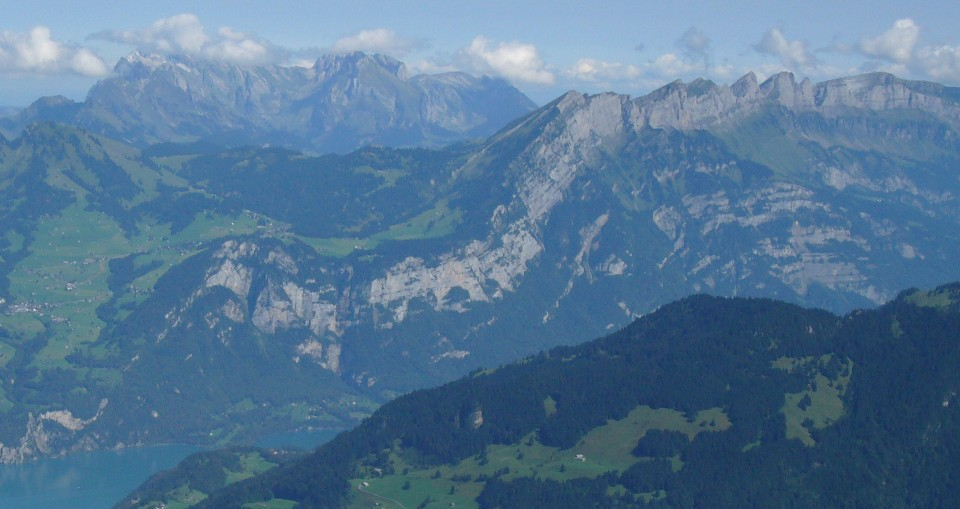
Aus Südwesten vom Rautispitz gesehen liegen die Churfirsten wie eine Schlange da; links hinten das Alpstein-Massiv
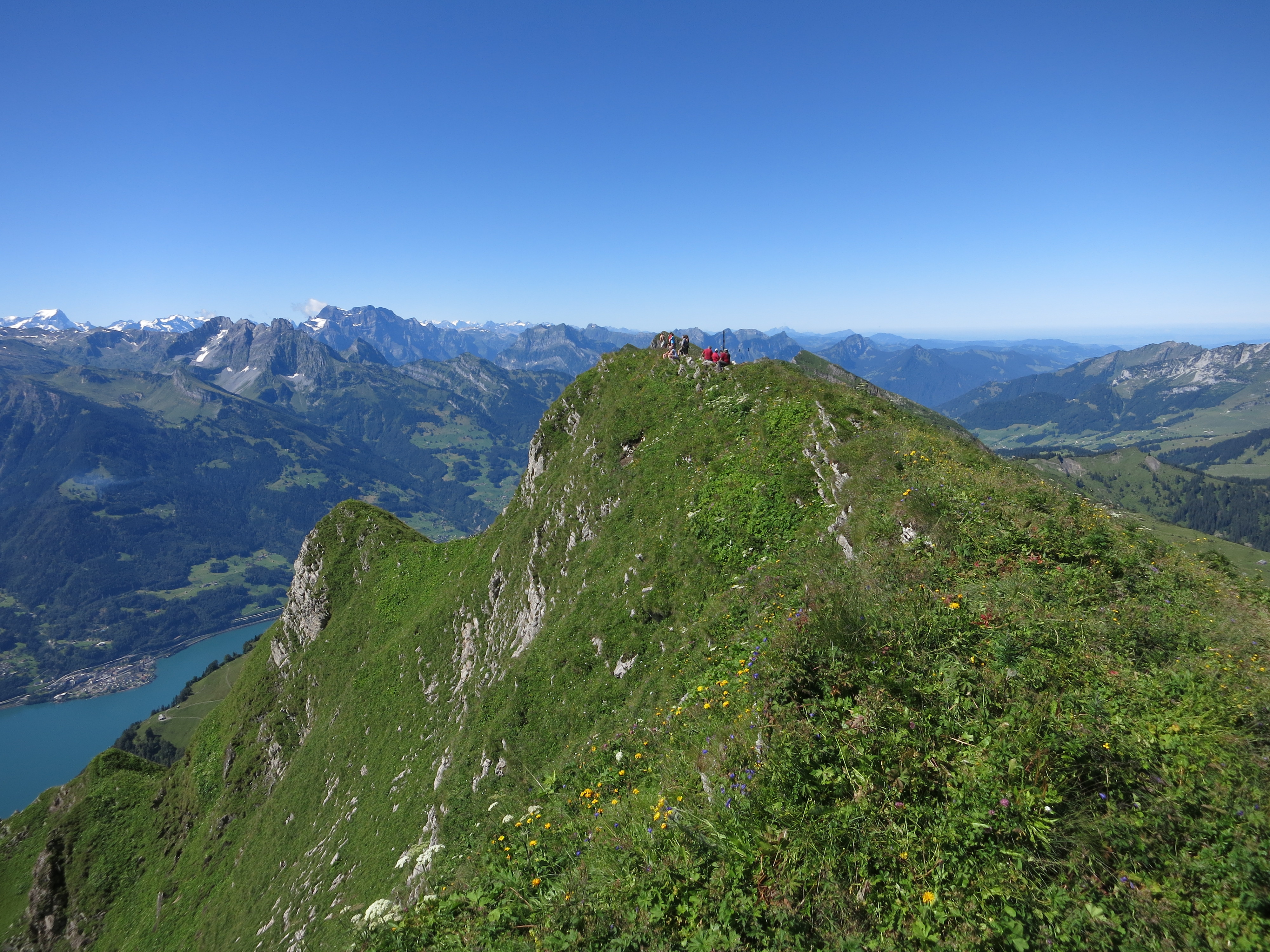
Auf dem Selun
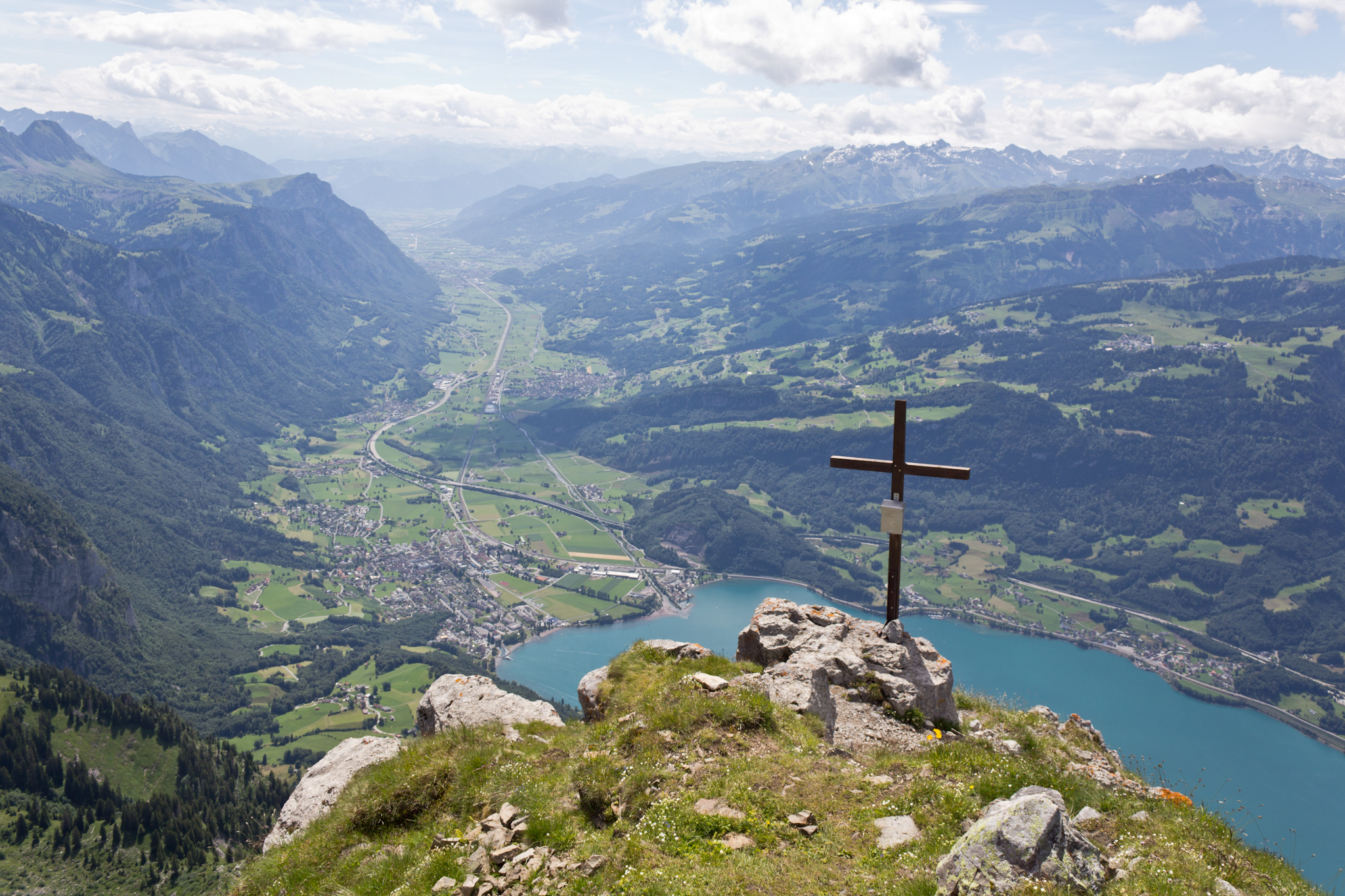
Das Gipfelkreuz des Frümsel, Blick südostwärts auf Walenstadt und das Seeztal
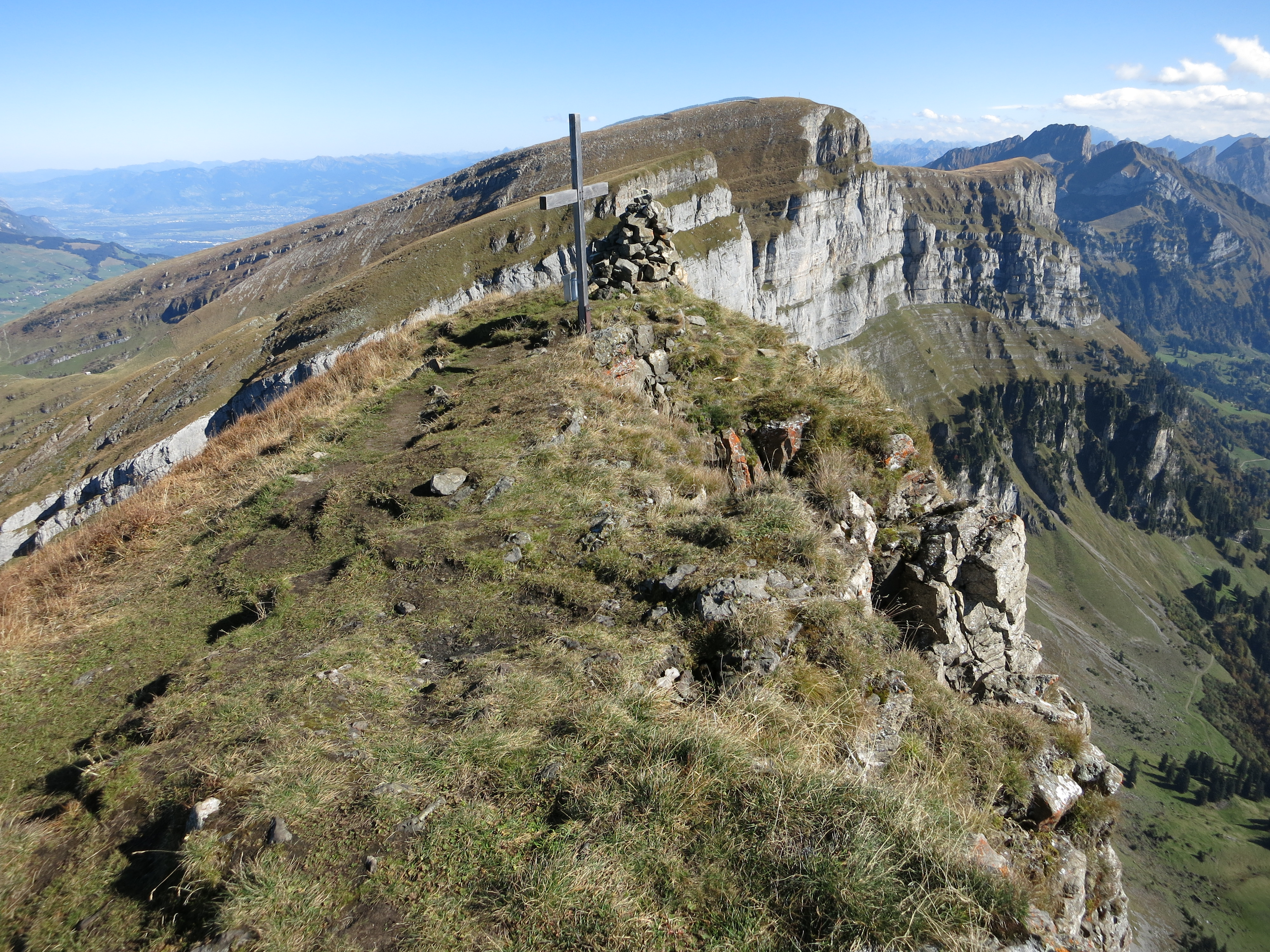
Auf dem Zuestoll, Blick ostwärts
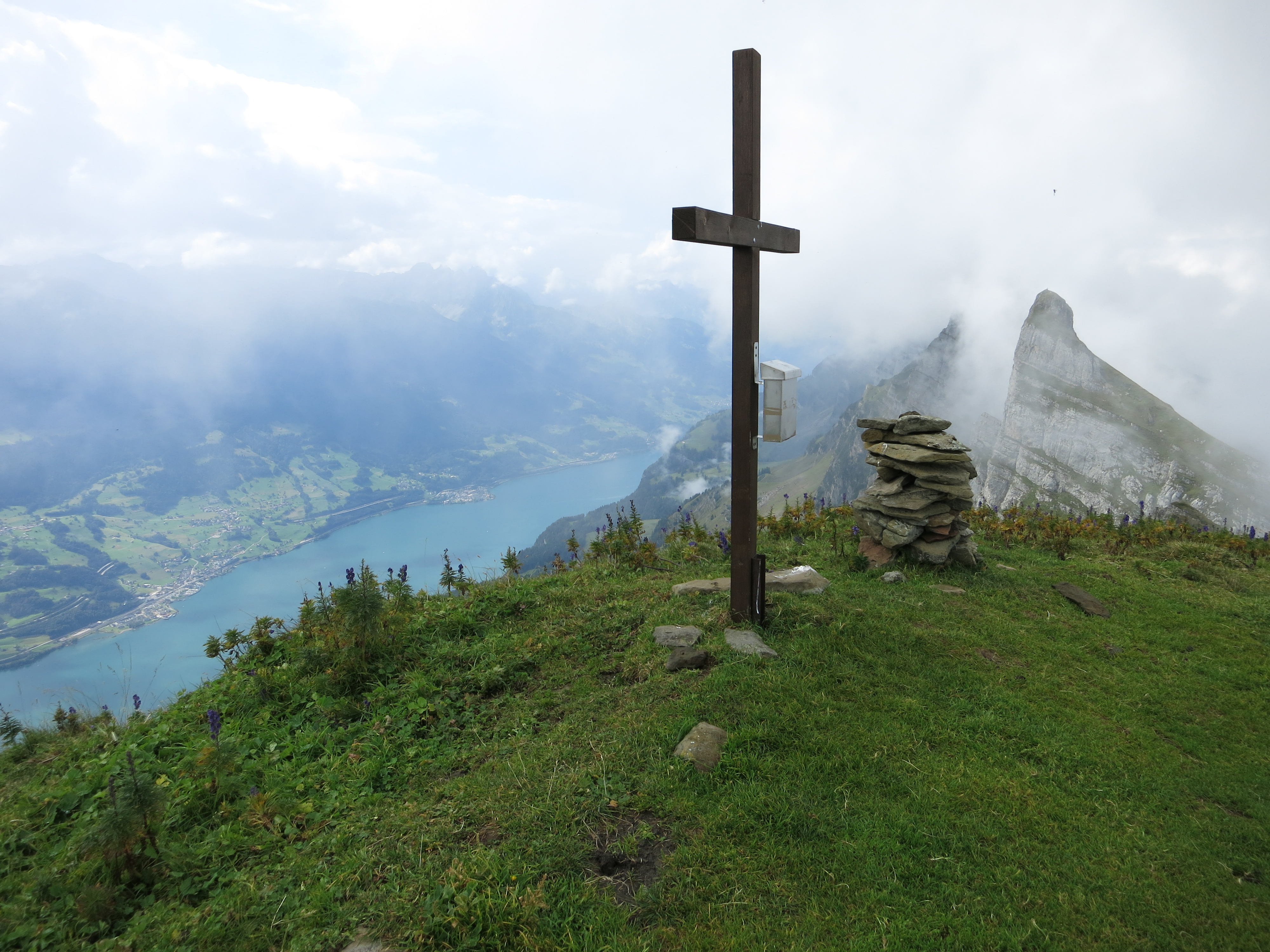
Auf dem Schibenstoll, Blick westwärts
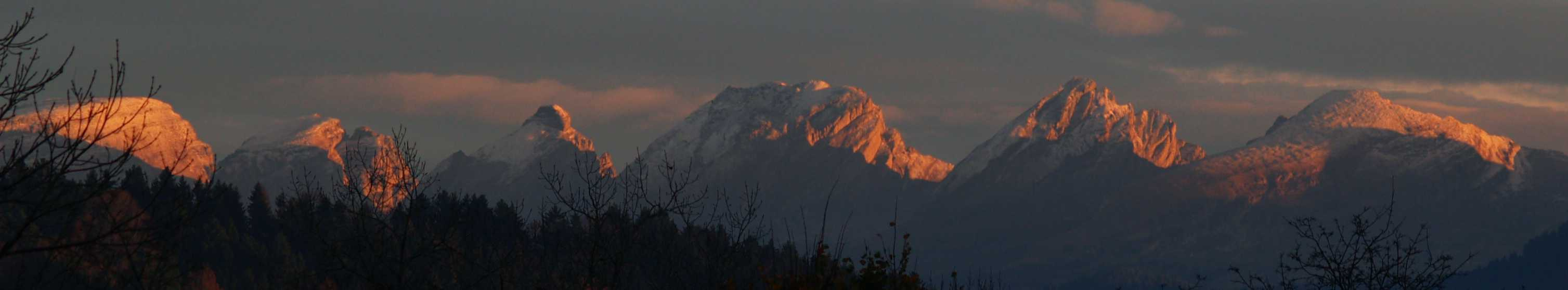
Sechs Churfirsten im Abendrot. Blick aus Norden von Wattwil